# Georg Bredig

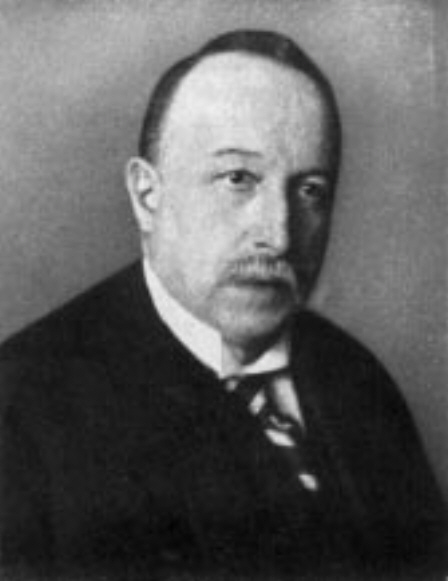
Georg Bredig

Georg Bredig (* 1. Oktober 1868 in Glogau, Provinz Schlesien; † 24. April 1944 in New York) war ein deutscher Physikochemiker. Er war Begründer des Teilgebiets Katalyse in der Physikalischen Chemie.

## Leben und Arbeit

### Ausbildung und Begründung der Katalyseforschung
Bredigs Vater Max war Kaufmann in Glogau, die Familie jüdischer Abstammung. Georg Bredig selbst ist später zur Evangelischen Kirche übergetreten.
Ab 1886 studierte Bredig an der Albert-Ludwigs-Universität Freiburg Naturwissenschaften. Er wechselte danach auf die Universität Berlin, wo er auf Professor Wilhelm Ostwald (Universität Leipzig) und sein neues Forschungsgebiet „Physikalische Chemie“ aufmerksam wurde. Daraufhin beschloss er, das neue Gebiet an Ort und Stelle zu studieren. Nach mehreren Jahren des Studiums und der Mitarbeit im Ostwaldschen Laboratorium promovierte Bredig 1894 bei Ostwald in Chemie mit einer Doktorarbeit I. Beiträge zur Stöchiometrie der Ionenbeweglichkeit. II. Über die Affinitätsgrössen der Basen. Anschließend verbrachte er längere Forschungsaufenthalte bei den beiden anderen Begründern der Physikalischen Chemie, Jacobus Henricus van't Hoff in Amsterdam und Svante Arrhenius in Stockholm.
1895 rief Wilhelm Ostwald Bredig als seinen Privat-Assistenten nach Leipzig. 1898 machte Bredig die eher zufällige Entdeckung, dass durch Zerstäuben unter Wasser kolloidale Lösungen von z. B. Platin herstellbar waren. Kolloidale Platin-Lösungen wurden nun von Bredig als Katalysator verwandt und eröffneten ein neues Spezialgebiet, an dem Bredig zeitlebens arbeitete. Bereits Wilhelm Ostwald war an Fragen der Katalyse sehr interessiert, doch Bredig kann als Begründer der Katalyse-Forschung angesehen werden. Auf Grund seiner Aufsehen erregenden Forschungen wurde Bredig 1899 die erste öffentliche Anerkennung zuteil, er erhielt den Ehrenpreis der Deutschen Elektrochemischen Gesellschaft. Schon 1901 konnte er sich in Leipzig habilitieren.

### Forschung in Heidelberg und Zürich
1901 heiratete Bredig Rosa Fraenkel aus Hirschberg/Schlesien. Das Ehepaar hatte 2 Kinder, einen Sohn Max Albert und eine Tochter Marianne.
Im gleichen Jahr wurde Bredig als „etatmäßiger außerordentlicher Professor“ an die Universität Heidelberg berufen. Er war damit der erste Fachvertreter für Physikalische Chemie an der Universität Heidelberg.
Hier in Heidelberg konnte Bredig in selbständiger Weise ein Forschungsprogramm durchführen. Wilhelm Ostwald hatte in Leipzig eine große Anziehungskraft auf angehende Wissenschaftler ausgeübt. Dasselbe geschah nun in Heidelberg in etwas kleinerem Maßstab mit Georg Bredig. Sein Ruf als junger Forscher auf einem innovativen Fachgebiet der Chemie lockte Talente aus der ganzen Welt an. Eine Auswahl:
- Kasimir Fajans, wurde später Professor an der University of Michigan,
- Andreas von Antropoff, später Professor an der Universität Bonn,
- James Henry Walton, später Professor an der University of Wisconsin,
- James William McBain, später Professor an der Stanford University,
- Iwan Sergejewitsch Teletow, später Professor an der Universität Charkow

Bredig setzte in Heidelberg seine Aufsehen erregenden Arbeiten mit kolloidal verteilten anorganischen Katalysatoren fort. Er konnte nachweisen, dass diese Katalysatoren große Ähnlichkeit mit Fermenten hatten, so dass Bredig sie „anorganische Fermente“ nannte. Durch die Einführung der Stereochemie durch van't Hoff war die Wissenschaft auf organische Verbindungen gestoßen, die zwar gleiche Struktur und gleiche Summenformel hatten, aber deren Moleküle durch Drehung nicht ineinander überführt werden konnten. Allen Syntheseversuchen war es bisher nicht gelungen, eine Stereoform isoliert zu erzeugen. Nun gelang es Bredig erstmals, durch Katalyse einen deutlichen Überschuss einer Stereoform zu synthetisieren.
In Heidelberg begann Bredig sein großes Handbuch-Unternehmen: Das Handbuch der Angewandten Physikalischen Chemie.
1910 erhielt Bredig einen Ruf auf eine ordentliche Professur an der Eidgenössischen Technischen Hochschule Zürich (damals Polytechnikum Zürich). Bredig nahm diesen Ruf an, da er damit in die Gruppe der ordentlichen Professoren aufrückte.

### Tätigkeit in Karlsruhe
Bereits ein Jahr später wurde Bredig an die Technische Hochschule Karlsruhe berufen. Hier hatte die Physikalische Chemie bereits eine große Tradition. Der erste Lehrstuhlinhaber war Max Le Blanc, der Karlsruhe verließ, um Nachfolger von Wilhelm Ostwald in Leipzig zu werden. Dann kam Fritz Haber, der darauf Direktor des neu gegründeten „Kaiser Wilhelm-Instituts für physikalische Chemie und Elektrochemie“ in Berlin wurde. Der dritte Lehrstuhlinhaber wurde also Georg Bredig. Die Tätigkeit in Karlsruhe war zunächst von großer öffentlicher Anerkennung begleitet. 1914 erhielt er den Ehrenpreis des Institut Solvay (Brüssel) und im gleichen Jahr das Ritterkreuz des Ordens vom Zähringer Löwen aus der Hand des Großherzogs von Baden. Dann jedoch kam der Erste Weltkrieg, und die Aktivitäten von Bredigs Institut kamen faktisch zum Erliegen. Zwar wurde Bredig mit einer weiteren Ehrung, der Ehrendoktorwürde der Universität Rostock ausgezeichnet, doch die Nachkriegsjahre waren geprägt von zeitraubenden Lehrverpflichtungen und erheblichen Verwaltungsanforderungen. Bredig wurde nämlich 1922 zum Rektor für das Studienjahr 1922/23 gewählt. Für seine Antrittsrede als Rektor wählte Bredig das Thema Denkmethoden der Chemie. Bredig offenbarte in diesem Vortrag, dass er eine politische Einstellung hatte, die mit liberaldemokratisch beschrieben werden kann; er bekannte sich zum Pazifismus und forderte die „Vereinigten Staaten von Europa“. Diese geradezu prophetische Haltung musste in dem extrem politisch aufgeheizten Nachkriegsdeutschland bei nationalistischen Kreisen auffallen. Dann kam ein banaler Zwischenfall dazu. Bredig lehnte die Vergabe eines Hörsaals der TH für eine rechtsradikale Veranstaltung ab. Diese Verweigerung hatte ein Nachspiel im Senat der TH, und Bredig ließ sich zu der unbedachten Äußerung hinreißen, der Redner sei ein „nationalsozialistischer Agitator übelster Art“. Daraufhin wurde Bredig vor dem Schöffengericht Karlsruhe wegen Beleidigung verklagt und – zur Überraschung Bredigs – schuldig gesprochen. Erst eine Revisionsverhandlung vor dem Oberlandesgericht hob das Urteil auf. Im Zusammenhang mit der Berichterstattung in der Presse fiel erstmals der Satz: „Bredig ist Jude“.
Unabhängig von diesen widrigen Ereignissen erfreute sich Bredig großer Anerkennung. Er wurde Korrespondierendes Mitglied der Heidelberger Akademie der Wissenschaften, der Akademie der Wissenschaften der UdSSR und der Bayerischen Akademie der Wissenschaften. Seit 1920 war er auswärtiges Mitglied der Königlich Niederländischen Akademie der Wissenschaften. 1930 erhielt er seinen zweiten Ehrendoktortitel von der ETH Zürich.

### Verfolgung und Exil
Mit der Machtübernahme der Nationalsozialisten wurde Bredigs Stellung immer schwieriger. Zwar sah die NS-Regierung von einer sofortigen Entlassung Bredigs ab, da drei der vier Karlsruher Chemie-Professoren Juden waren. Die öffentlichen Angriffe richteten sich aber hauptsächlich gegen Bredig. Ein Mitarbeiter Bredigs forderte in einem Schreiben an das Ministerium, „endlich einmal mit der Verflachung, Internationalisierung und Verjüdelung … restlos Schluss zu machen“. Der Brief hat sich im Generallandesarchiv Karlsruhe erhalten. So wurde gegen Bredig ein Ermittlungsverfahren eingeleitet, seine Antrittsrede und der Verleumdungsprozess kamen wieder auf die Tagesordnung. Schließlich einigte man sich, dass Bredig am 1. Oktober 1933 emeritiert wurde, seinem 65. Geburtstag.
Zugleich mit diesen niederdrückenden Ereignissen traf Bredig ein weiterer furchtbarer Schlag, der Tod seiner Ehefrau 1937 emigrierte Bredigs Sohn Max Albert durch die Mithilfe von Kasimir Fajans in die USA. Während der Novemberpogrome von 1938 wurden ca. 500 Karlsruher Juden verhaftet, unter ihnen auch Georg Bredig und der Ehemann seiner Tochter Marianne, der Bankier Dr. Viktor Homburger. In dieser Nacht wurde die Bank Homburger verwüstet. Daraufhin beschlossen Bredig und sein Schwiegersohn Homburger, Deutschland nach Möglichkeit zu verlassen. Bredig gelang die Ausreise 1939 in die Niederlande dank der Hilfe eines Mitarbeiters von van't Hoff, Professor Ernst Cohen. Auch die 3 Homburger-Söhne (aus 1. Ehe) kamen mit einem Kindertransport nach England in Sicherheit. Doch Viktor und Marianne Homburger gerieten in die „Wagner-Bürckel-Aktion“ des Gauleiters von Baden, der 1940 alle badischen Juden verhaften ließ, um sie in das französische Konzentrationslager Camp de Gurs zu bringen. Bredig betrieb von Utrecht aus seine Ausreise in die USA, die ihm 1940 gelang. Der zurückbleibende Ernst Cohen ist in Auschwitz ums Leben gekommen. 1941 konnte Max Albert Bredig erreichen, dass seine Schwester und sein Schwager aus dem Lager Gurs entlassen wurden und in die USA ausreisen durften. Dort war dann die Familie wieder vereint.
Georg Bredig lebte dann bei seinem Sohn in New York und starb am 24. April 1944.

## Wissenschaftliche Bedeutung
Georg Bredig muss als einer der grundlegenden Physikochemiker und als eigentlicher Begründer des Teilgebiets Katalyse ein hoher Rang als Wissenschaftler zuerkannt werden. Er gehört damit zu den herausragenden deutschen Forschern des 20. Jahrhunderts.

## Veröffentlichungen
Georg Bredig hat mehr als 200 wissenschaftliche Veröffentlichungen verfasst, meist Aufsätze in wissenschaftlichen Fachzeitschriften, auch eine ganze Reihe von Patentschriften. Bredig war der Herausgeber des „Handbuchs der Angewandten Physikalischen Chemie in Einzeldarstellungen“; von diesem Werk erschienen zwischen 1905 und 1927 insgesamt 14 Bände. In den Jahren nach seiner Emeritierung verfasste Bredig seine Autobiographie mit dem Titel „Seinen Freunden zur Erinnerung“, o. O. 1938. Das Buch wurde, da kein Verlag es wagen konnte, ein solches Werk zu publizieren, als Privatdruck hergestellt und an befreundete Wissenschaftskollegen verteilt. Es ist daher extrem selten. Eine vollständige Liste der Veröffentlichungen enthält die Biographie von Valentin Wehefritz.

## Arbeiten
Bredig beschäftigte sich anfangs mit der Ionenbeweglichkeit und der Dissoziation schwacher Basen. 1899 konnte er als Erster die Existenz von Zwitterionen nachweisen.

## Auszeichnungen
- 1914 Ehrenpreis des Institut Solvay
- 1929 Ehrendoktor der Universität Rostock
- 1930 Ehrendoktor der ETH Zürich
- Ritterkreuz des Großherzogtums Baden

## Werke
- Seinen Freunden zu Erinnerung. 1938 (Autobiographie).
- Denkmethoden der Chemie. 1923.
- Handbuch der Angewandten Physikalischen Chemie. 1907
- Arbeiten aus dem Chemischen Institut der Universität Heidelberg. 1907.